# ザ・クロウ
『ザ・クロウ』（英: The Crow、クロウ/飛翔伝説）は、アメリカのジェームズ・オバーが1989年に描いたコミックである。1994年に同名のタイトル『クロウ/飛翔伝説』でブランドン・リー主演で映画化もされた。因みに、この作品以外にもクロウのコミック作品が幾つか多数ある。

## 概要
この作品は原作者オバー自身の悲惨な不幸から、コミックになったとされている。1978年18歳の時、オバーの婚約者ビバリーが1人で散歩している時に飲酒運転をしていた酔っぱらいの運転手に暴行され死んだ。婚約者を殺害された、オバーはその悲しみを克服する為、海兵隊に入り、駐留先のドイツでオバーはその悲しみから、本作のクロウの作品計画を立てるようになった。ベルリンにいた、ちょうどその頃、デトロイトの新聞で、若いカップルがストリートギャングに20ドルの婚約指輪を奪われ、無残に殺害されると言う新聞の記事を見た。オバーはその記事に強い関心を示し、クロウのコミック化に欲意をさらに固める。地元デトロイトに帰った後、1989年にキャリバーコミックからクロウの出版がされた。その後もスピンオフなどでクロウのコミックなどが多数出ている。

## あらすじ
ハロウィン前夜、「悪魔の夜」と呼ばれる、暴動、放火など、歓楽に耽りギャングによる犯罪や麻薬売買が横行している荒廃した都市デトロイトが舞台。主人公エリックはハロウィン前日、婚約者のシェリーと71年型のプリマスに乗り郊外へピクニックのドライブに出かけた。帰り道、ハイウェイで車のエンジンが故障し、立ち往生していた時、エリックとシェリーの前に麻薬でキメていた通りすがりのTバード、ファン・ボーイ、トム・トム、トップ・ダラー、ティン・ティンの5人のギャングが乗った一台の車がやって来た。ギャングの首領であるTバードは冷酷にエリックを銃殺し、5人掛りでエリックの婚約者のシェリーを車から引き摺り下ろし、冷酷に暴行を加えレイプの末、シェリーを銃殺し、婚約指輪を奪い、その場から去る。惨殺されたエリックは死の国の使者であるカラスの神秘の力により不死身となって蘇り、自分と婚約者シェリーを殺し婚約指輪を奪ったTバード達ギャングに復讐をする。

## 登場人物
エリック・ドレブン
主人公。婚約者の恋人シェリーと共にハイウェイで、Tバード達に殺される。Tバードに銃で頭を撃たれるが、それでも瀕死の状態で意識はまだあった。死後、カラスの力により、道化師のような白塗りの顔をし、不死身となって復活。Tバード達に復讐をする。
シェリー
エリックの婚約者の恋人。エリックとドライブ中にハイウェイで、Tバード達に捕まる。目の前で、エリックがTバードに頭を撃たれて死に、車から引きずり降ろされ、Tバード達にレイプと暴行を加えられ、惨殺される。
シェリ
エリックの婚約者シェリーと同じ名前をした少女。エリックは、シェリーとの婚約指輪をネクレスにして彼女にプレゼントした。
ガブリエル
エリックがシェリーにプレゼントした猫。雄のように見えるが雌の猫。
エリックに頼まれ、フック警部に引き取られる。
Tバード
エリックと恋人のシェリーを殺した、ギャングの首領。銃と麻薬と女しか信じない。最後、復讐の為蘇ったエリック相手にギャング仲間を集めて戦うが、不利になった為、車でフリントに向かい、逃げ隠れようとするが、ハイウェイを走行中にカラスが目の前に現れ車は横転し、エリックに捕まる。
ファン・ボーイ
Tバードの仲間で、エリックと恋人のシェリーを殺したギャングの1人。モルヒネ中毒者で、Tバードが銃でシェリーの頭を半分、吹き飛ばした後も、シェリーが息絶えるまでレイプして楽しんでいた、イカれたジャンキー。シェリの母親サンディとも付き合っていた。最後、エリックの命令により、楽に死なせてやる為、モルヒネを一度に大量に打って死んだ。
ティン・ティン
Tバードの仲間で、エリックと恋人のシェリーを殺したギャングの1人。エリックに銃で頭を吹き飛ばされ死亡。
トップ・ダラー
Tバードの仲間で、エリックと恋人のシェリーを殺した麻薬売人のギャングの1人。ボロアパートで他のギャング仲間と麻薬売買してる時にエリックに襲われる。エリックに金と麻薬をやって逃してもらおうとするがエリックに殺される。
トム・トム
Tバードの仲間で、エリックと恋人のシェリーを殺したギャングの1人。シェリーをレイプしようとした時、騒いだシェリーを黙らせる為、血だらけになるまで蹴り続ける。エリックに日本刀で足を斬られ、出血多量で死んだ。
ギデオン
Tバード達がエリックと恋人のシェリーを殺して、奪い取った婚約指輪を売った質屋の店主。Tバードに武器の売買などもしていた。最後は、婚約指輪を取り戻したエリックにより銃殺され、爆弾で店もろとも爆破。
サンディ
シェリの母親。ヤク中のファン・ボーイと付き合って自宅のアパートで寝ていた。
フック警部
ギャングが次々と何者かに殺される事に事件の真相を追う刑事。
アルブレクト
爆破前のギデオンの質屋に駆けつけて来た警察官。
アグリー・パトリック
麻薬売人のジャンキー。エリックに喉を斬られ死亡。
シェルビー・ザ・ジャイアント
Tバードの仲間のギャングの1人。Tバードの車の中でTバードと話ししてる最中、エリックに真上からショットガンで頭を撃たれて頭を吹き飛ばれた。
ラットソウ
ティン・ティンに銃を売りつけようとしていたがティン・ティンに裏切られ、殺される。
ファット・エディ

サンチェス
トップ・ダラーの麻薬売人仲間のギャング。
ジョーンズ

スカンク
トム・トムの仲間のギャング。トム・トムとダウン症の男をなぶり殺しにしていたが、エリックに日本刀で首を斬られた。

## 書籍情報
- クロウ 飛翔伝説 THE CROW（訳：鈴木博文、1994年8月発売、キネマ旬報社、ISBN 4-87376-104-2）

## その他のコミック作品
『The Crow: Wild Justice』
1997年に著者はジェリー・プロサーとイラストはチャーリー・アドラードで出版された作品。
主人公はマイケル・コルビー。妻のヤンと車でドライブ中に2人組の男にカージャックされ妻と共に殺される。「ヒューゴ」と「マリー」と言う2羽のカラスの力により蘇り、マイケルのゴルゴーンの神の入れ墨から彼の脈を通して走るゴルゴーンの血が無くなる前に自分と妻を殺した男達に復讐しなければならない。
『The Crow: Death and Rebirth』
著者はジョン・シャーリー、イラストはケビン・コールデン担当で出版された作品。
日本の東京を舞台にしたクロウ作品。東京の大学に通うアメリカ人留学生ジェイミー・オスターバーグが主人公。ジェイミーは自分と彼の婚約者の晴子と友人がある悪徳企業により殺される。ジェイミーは日本幽霊と悪魔と同盟し、真実の力を求める力でカラスの力で復活する。日本の地獄を通して、復讐の道を進みながらも、友達の魂を解放しながら、彼の真の愛で再会する為それを追い求め捜す。
『The Crow: Dead Time』
著者はアレックス・マリーヴ、イラストはジョン・ワグナーが担当で出版された作品。
1860年代の南北戦争後に荒れ狂った連合軍の兵士達により襲われたネイティブ・アメリカンの農家のジョシュアが主人公。妻と子供と共に殺されたジョシュアは死後の100年後の現代にカラスの力により復活し、現代でバイカーギャングとなって生まれ変わった連合軍の兵士達を狩る。
『The Crow: Waking Nightmares』
著者はクリストファー・ゴールデン。イラストはジェームズ・オバーとフィリップ・ヘスターが担当。
チャイナタウンで中国人マフィアに妻と共に殺された警察官マーク・レオンが奴隷として売り飛ばされた双子の娘を救うためカラスの力で蘇る。
『The Crow: Curare』
著者ジェームズ・オバー。
子供を食べる連続殺人犯に殺されたキャリー（クラレ）と言う女の子がスピリット・クロウ（彼女はバーディと呼ぶ）と呼ばれるカラスの力で復活。彼女はクロウ作品で唯一暴力で復讐せず、代わりに幼女殺人事件の犯人を追う退職したデトロイト警察の探偵ジョー・サークに犯人を見つけさせ、犯人を憎む彼の復讐を取るためにジョーの手助けする。
『The Crow: Flesh & Blood』
著者アレックス・マリーヴ、イラストはジェームス・バンス。
女性主人公のクロウ作品。未亡人の連邦保安官アイリス・ショーがテロリストに子供と共に殺される。カラスにより蘇るが、無敵ではない彼女は傷を癒す事が出来ず、自分の肉体が腐ってしまう前に自分と子供を殺したテロリストに復讐する。
『The French Crow』シリーズ
フランスのクロウ作品のコミックで、Vols. 1～5の話からなり、フランスを舞台にVols. 2～3の2部構成の「The Medieval Crow」のレアンドルの物語、Vols.4の「LaFiancéedu Corbeau（ "Bride of the Crow"）」のヴィンセントの物語、Vols.4～5の2部構成の「Le Sang des Innocents」のイロラーフの物語の3つのからなる。
『The Crow: Skinning The Wolves』
著者ジェームズ・オバー。
第二次世界大戦下の1945年のナチスの強制収容所が舞台。収容所の司令官がチェスの対戦で負けた後に、何人かの囚人を殺害する。殺されたある囚人の男はカラスの力で蘇り、自分と他の犠牲者を殺した者を見つけ復讐する。
『The Crow: Pestilence』
著者ジェームズ・オバー。
メキシコのファレスが舞台。薬物乱用の報酬を受けている若いボクサーのサルバドールがギャングに自分と家族を殺される。何年かにギャングの復讐と荒れていた自分への許しを求めてカラスの力で復活。